# Lea de Roma

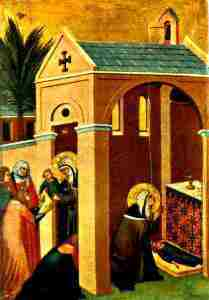
Santa Lea de Roma

Santa Lea (fallecida c. 384), también conocida como Lea de Roma, es una santa del siglo IV de la Iglesia Católica Romana según la autoridad de Jerónimo.
Lea de Roma se conoce solo a través del testimonio de su amigo cercano, el ilustrado San Jerónimo. Jerónimo, un monje erudito célebre por su traducción latina de la Biblia (la Vulgata), es la única fuente de información de la Iglesia sobre Santa Lea, cuyos detalles biográficos son desconocidos. Santa Lea fue una mujer noble de Roma, nació en un entorno rico y privilegiado, y fue contemporánea de Jerónimo. Sin embargo, poco después de casarse enviudó y quedó en una situación económica muy saneada, aunque, en lugar de retirarse como una viuda rica, se unió a un convento de vírgenes consagradas en la ciudad, desprendiéndose de todo el dinero y de la posición social a la que pertenecía. En años posteriores fue nombrada priora del convento. Santa Lea apoyó la casa dirigida por Marcela, donde trabajó como sirvienta y donde más tarde sirvió como superiora del grupo.
Parece que murió en otoño del año 384, "a esto de las nueve de la mañana", mientras San Jerónimo y Santa Marcela leían y trabajaban en el Salmo 72. En una carta en la que comunica su muerte a otras personas en la ciudad de Roma, San Jerónimo escribe a Santa Marcela que Santa Lea, una mujer de austeridad, obediencia y penitencias extraordinarias, había muerto. Jerónimo no proporcionó ninguna biografía de Santa Lea, pues suponía que Marcela la conocía y se concentró en su lugar en sus virtudes.

En una carta a Marcela, Jerónimo escribe lo siguiente sobre la muerte de Santa Lea, comparándola con la Parábola del rico epulón y el pobre Lázaro:
Ahora bien, ¿quién será capaz de ensalzar como es razón la vida de Lea? La cual primeramente de manera tan total se convirtió a Dios, que vino a ser prelada de un monasterio, madre de vírgenes. Después de los blancos vestidos, consumió sus miembros en un saco; pasaba las noches orando y enseñaba a sus compañeras más con el ejemplo que con palabras. Fue de tan grande humildad y sujeción, que la antigua señora de muchísimos parecía ahora criada de un hombre. Si bien tanto era más esclava de Cristo cuanto nadie la tenía por señora de hombres. Su vestir era sin curiosidad; la comida, pobre; la cabeza, desaliñada; pero todo esto de manera que huía de todo punto la ostentación, pues temía recibir su galardón en este mundo.

En la misma carta, la compara con un cónsul, Vetio Agorio Pretextato, que había vivido en la riqueza y que se encontraría en agonía en el más allá, y exhorta a Marcela a servir a Jesús en lugar de al mundo. Jerónimo termina su carta instando a Marcela a recordar la lección de la vida de Santa Lea:
Por lo cual yo os amonesto y con lágrimas y gemidos os conjuro que, en tanto vamos corriendo la carrera de esta vida, no tengamos dos túnicas, es decir, no nos vistamos de doble fe; no nos agravemos con las pieles de los calzados, es decir, con obras muertas; no nos incline hacia tierra la alforja de las riquezas; no busquemos el apoyo de la vara, es decir, de la potencia secular; no queramos poseer a par a Cristo y al siglo. No, a lo breve y caduco suceda lo eterno, y, pues, por lo que al cuerpo atañe, cada día nos morimos antes de hora, no nos tengamos en lo demás por eternos, a fin de poder ser un día eternos.
El nombre Lea es probablemente una derivación de Leah, que proviene de una palabra hebrea que significa "cansada" o "desgastada"; o de un nombre caldeo que significa "amante" o "gobernante" en acadio.  En Génesis 29, Lea se considera la primera esposa de Jacob y la madre de siete de sus hijos. 